# Годдос, Саман
Саман Годдос (перс. سامان قدوس‎; 6 сентября 1993 года, Мальмё) — шведский и иранский футболист, атакующий полузащитник. Выступает за «Аль-Иттихад (Кальба)» и сборную Ирана. Ранее играл за сборную Швеции.

## Клубная карьера
В 2016 году дебютировал в Аллсвенскан в составе «Эстерсунда». В дебютном сезоне забил за клуб 10 мячей. Выступление игрока вызвало интерес со стороны «Герты» и «Аякса».
В 2017 году помог своему клубу выйти в финал Кубка Швеции, забив шесть мячей в шести матчах. В финальном матче против «Норрчёпинга» забил четвёртый мяч своей команды, игра завершилась со счётом 4:1.

## Карьера в сборной
Имея иранское происхождение, мог выбирать между сборными Швеции и Ирана.
В декабре 2016 года вызван Янне Андерссоном в шведскую национальную команду на товарищеские матчи против Кот-д’Ивуара и Словакии. Дебютировал в сборной 8 января 2017 года. 12 января забил первый мяч в национальной команде.
В июне 2017 года заявил что к нему обратилась Федерация футбола Ирана и он готов принять предложение выступать за иранскую сборную.
25 августа 2017 года получил иранский паспорт, 27 августа вызван Карлушем Кейрошем в сборную Ирана для подготовки к отборочным матчам ЧМ-2018 против Южной Кореи и Сирии.
Включён в состав сборной на Кубок Азии 2019. 7 января в первом матче группового этапа против Йемена отличился голом на 78 минуте игры. В итоге иранская сборная одержал победу 5:0.
14 ноября 2022 года был включён в официальную заявку сборной Ирана для участия в матчах чемпионата мира 2022 года в Катаре.

## Достижения
«Эстерсунд»
- Обладатель Кубка Швеции: 2016/17

## Личная жизнь
Родители футболиста из города Ахваз. Разговаривает на английском, шведском и персидском языках.